# Fylkesväg 74
Fylkesväg 74 (norska: Fylkesvei 74) är en primär fylkesväg i Trøndelag fylke i mellersta Norge som går mellan byn Bjørgan i Grongs kommun och svenska gränsen vid Murumoen i Lierne kommun. Vägen är 97,7 kilometer lång och asfalterad. Den passerar bland annat genom den tidigare tätorten Sandvika.

## Anslutningar
Fylkesväg 74 ansluter till:
- Europaväg 6 (vid Bjørgan)
- Fylkesväg 765 (vid Eidet)
- Länsväg 342 i Sverige (vid Murumoen)